# Weiding, Schwandorf
Weiding là một đô thị tại huyện Schwandorf bang Bayern, Đức.